# Ngamring Chöde
Das Kloster Ngamring Chöde (tib.: ngam ring chos sde) oder Ngamring-Kloster ist ein 1225 gegründetes buddhistisches Kloster der Sakya-Schule und Jonang-Tradition des tibetischen Buddhismus (Vajrayana); seit der Zeit des Fünften Dalai Lama zählt es zur Gelugpa. Seine Klosterschule brachte viele bedeutende Gelehrte hervor.
Das Kloster liegt im Kreis Ngamring der Stadt Xigazê im Autonomen Gebiet Tibet der Volksrepublik China, über 200 km vom Stadtbezirk Samzhubzê entfernt in der Großgemeinde (chin.) Kaga 卡嘎镇 im Dorf (chin.) Xie 雪村 (Xiecun) östlich am Berghang auf einer Höhe von 4400 m.
Ngamring war die Hauptstadt von Chang (Byang), eine der dreizehn Gebietseinheiten des alten Tibet. 1225 lud der Herrscher von Ngamring, Dragpa Dar (Grags pa dar), den Sakya-Meister Shakya Senge (Shakya seng ge) nach Ngamring ein und gründete dort das Kloster. Später wurde es von dem Gouverneur Tai En Namkha Tenpa (Ta'i dben Nam mkha 'brtan pa; geb. 1316) im Jahr 1354 mit Hilfe seines Lehrers, Dölpopa Sherab Gyeltshen (Dol po pa Shes rab rgyal mtshan; 1292–1361), erweitert. Ursprünglich war das Kloster ein Sakya-Kloster, folgte aber auch der Jonang-Tradition und später entstand hier ein Gelugpa-Kolleg. Ka Ngapa Peljor Sherab (bka' lnga pa dpal 'byor shes rab), der Lehrer von Thangtong Gyelpo (thang stong rgyal po; 1361–1485), war der neunte Abt von Ngamring.